# قلعه عباس‌آباد (خنداب)
قلعه عباس‌آباد روستایی در دهستان سنگ سفید بخش قره چای شهرستان خنداب استان مرکزی ایران است.

## جمعیت
بر پایه سرشماری عمومی نفوس و مسکن در سال ۱۳۹۵ جمعیت این روستا ۱۹۰ نفر (۵۶خانوار) بوده‌است.